# بوزنوورته
بوزنوورته (به آلمانی: Busenwurth) یک شهر در آلمان است که در دیمارشن واقع شده‌است. بوزنوورته ۳۱۸ نفر جمعیت دارد.